# Megaerops kusnotoi
Megaerops kusnotoi är en däggdjursart som beskrevs av Hill och Boedi 1978. Megaerops kusnotoi ingår i släktet Megaerops och familjen flyghundar. IUCN kategoriserar arten globalt som sårbar. Inga underarter finns listade.
Denna flyghund förekommer på Java, Bali och Lombok. Arten vistas i bergstrakter som ligger cirka 700 meter över havet med några toppar som är högre. Habitatet utgörs av städsegröna skogar. Individerna vilar ensam eller i små grupper gömda i växtligheten.
Arten når en kroppslängd (huvud och bål) av 7 till 10 cm och saknar svans. Pälsen på ovansidan bildas av gråbruna hår och undersidan är täckt av ljusare päls i samma färg. Öronen är rätt stora och ovala. På grund av de stora ögonen antas att Megaerops kusnotoi flyger med hjälp av synen. Ekolokalisering spelar troligen en mindre roll eller förekommer inte alls.
Denna flyghund har troligen samma levnadssätt som andra familjemedlemmar med frukter som främsta föda. Individerna är främst nattaktiva.